# Elson Beyruth
Elson Beyruth (* 20. Oktober 1941 in São João da Barra; † 15. August 2012 in Santiago de Chile) war ein brasilianischer Fußballspieler. Seine erfolgreichste Zeit erlebte der Stürmer bei CSD Colo-Colo, wo er 1970 und 1972 chilenischer Meister wurde.

## Karriere
Elson Beyruth, Spitzname El Negro, begann seine Karriere in seinem Heimatland bei Flamengo Rio de Janeiro. Nach weiteren Stationen in Brasilien kam er 1965 in die chilenische Hauptstadt zu CSD Colo-Colo. Dort erlebte er seine erfolgreichste Karrierezeit mit den Meistertiteln 1970 und 1972. 1970 avancierte der brasilianische Stürmer zum Titelhelden, indem er im Entscheidungsspiel sowohl das 1:0 in der 24. Spielminute als auch den entscheidenden 2:1-Siegtreffer in der Verlängerung erzielte. Als Schlüsselspieler des Teams Colo-Colo ’73 erreichte er das Finale der Copa Libertadores 1973. Nach CD Magallanes und Deportes Antofagasta beendete Beyruth 1975 bei CD Santiago Morning im Alter von 34 Jahren seine Karriere.
Am 15. August 2012 starb Beyruth in Santiago de Chile nach langer Krankheit und wurde im Mausoleum des CSD Colo-Colo beigesetzt.

## Erfolge
- Chilenischer Meister: 1970, 1972